# 24140 Еванміртс
24140 Еванміртс (24140 Evanmirts) — астероїд головного поясу, відкритий 5 листопада 1999 року.
Тіссеранів параметр щодо Юпітера — 3,619.